# François Picard (pilote automobile)
Pour les articles homonymes, voir Picard (homonymie) et François Picard.
Pas d'image ? Cliquez ici
François Picard  est un coureur automobile français né le 26 avril 1921 à Villefranche-sur-Saône et décédé le 29 avril 1996 à Nice.
François Picard remporte sa première victoire en voitures de sport sur une Porsche à Agadir (circuit où il débute durant la précédente saison) en 1952. En 1953 il devient pilote Ferrari. En 1954 (sa saison la plus fructueuse), il gagne les Grand Prix d'Agadir et de Marrakech en début d'année sur Ferrari 500 Mondial, termine deuxième lors des 12 heures de Hyères (3e en 1953), et remporte encore un troisième Grand Prix en SportsCars, celui de Penya-Rhin (le dernier organisé) en fin de saison sur Ferrari 735 Sport. L'année suivante, il termine deuxième des 4 Heures du Forez et troisième des Coupes de Paris au volant d'une Ferrari 750 Monza, puis il finit encore troisième à Agadir et aux 1 000 kilomètres de Paris en 1956, toujours avec la 750 Monza. Il termine ses résultats significatifs en carrière par deux places consécutives de deuxième avec Maurice Trintignant au Tour de France automobile, en 1957 et 1958 sur la Ferrari 250 GT (déjà quatrième au général lors de la première édition du TdF en 1951, sur Porsche 356 avec Farge), mais il doit aussi abandonner trois fois de suite aux 24 Heures du Mans de 1956 à 1958, avec trois modèles Ferrari différents.
François Picard n'a participé qu'à un seul Grand Prix, le Grand Prix du Maroc en 1958 ouvert aux Formule 1 et aux Formule 2 afin d'étoffer le plateau. Parti vingt-quatrième et avant-dernier de la grille sur une Formule 2 destinée à étoffer le plateau, il abandonne au trente-et-unième tour, alors qu'il est treizième, quand sa Cooper entre en collision avec la Ferrari d'Olivier Gendebien partie en tête à queue devant lui.
Picard est sérieusement blessé et sa convalescence dure six mois à l'issue desquels il arrête définitivement la compétition automobile.

## Résultats en championnat du monde de Formule 1
| Saison | Écurie             | Châssis         | Moteur            | Pneus  | GP disputés       | Points inscrits | Classement |
| ------ | ------------------ | --------------- | ----------------- | ------ | ----------------- | --------------- | ---------- |
| 1958   | Cooper Car Company | Cooper T43 (F2) | Climax 4 en ligne | Dunlop | Maroc (Formule 2) | 0               | n.c.       |

## Crédit d'auteurs
- (en) Cet article est partiellement ou en totalité issu de l’article de Wikipédia en anglais intitulé « François Picard » (voir la liste des auteurs).